# أنطونيو سكورتينو
أنطونيو سكورتينو Antonio Sciortino (aż-ebbuġ، 25 يناير 1879-10 أغسطس 1947) نحات مالطي يعكس عمله العديد من الحركات الفنية، بما في ذلك الواقعية والمستقبلية، بالإضافة إلى تأثير أوغست رودان. درس وعمل في روما. طور أسلوبًا أصليًا نال إعجاب الكثيرين وجلب له لجانًا في روسيا والبرازيل والولايات المتحدة. كان سكورتينو مديرًا للأكاديمية البريطانية للفنون في روما  (1911-1936)، ومن عام 1937 حتى وفاته كان أمينًا لمتحف مالطا للفنون الجميلة.

## السيرة الذاتية والعمل والأسلوب

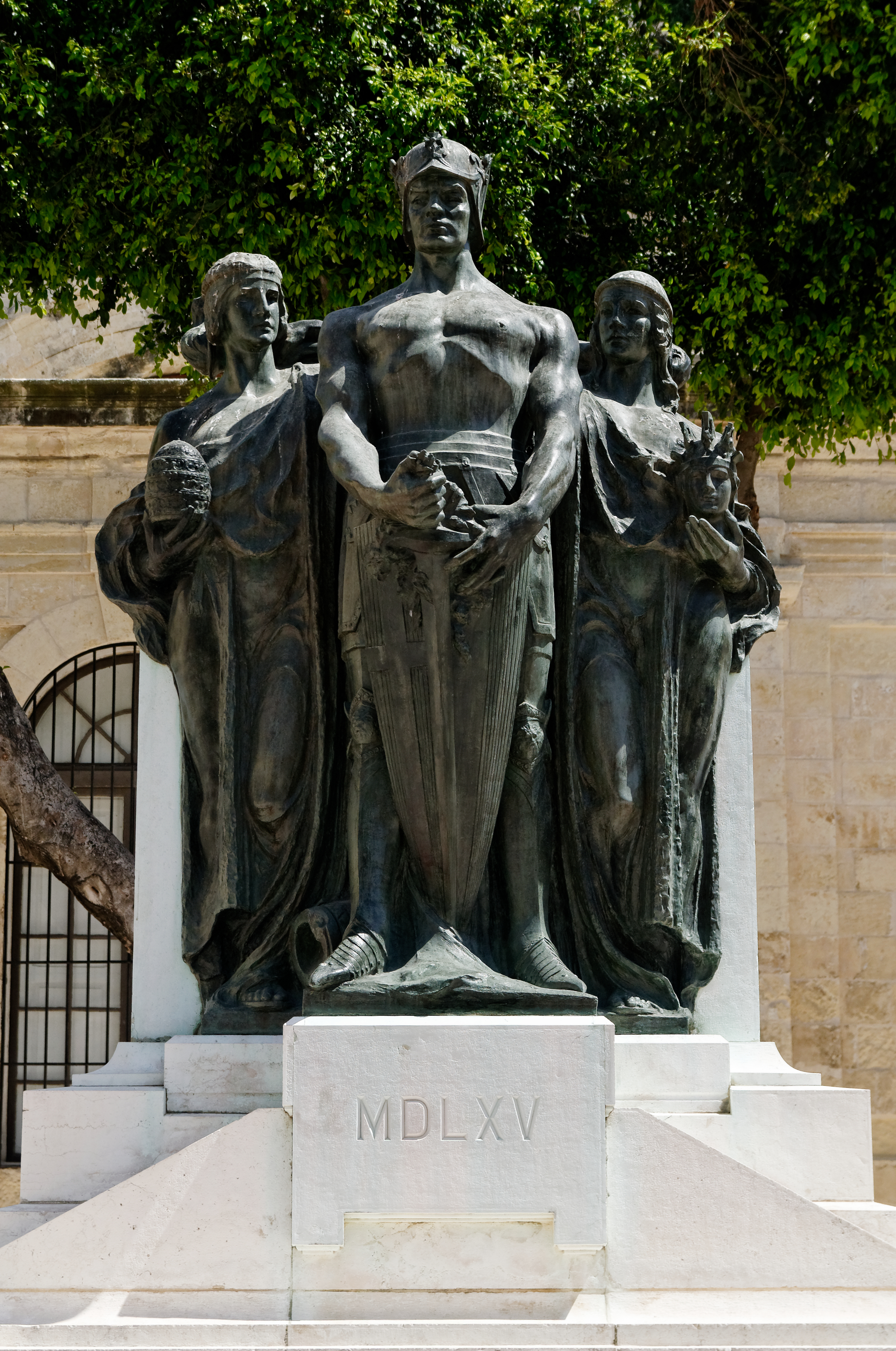
نصب تذكاري كبير للحصار من قبل أنطونيو سكورتينو

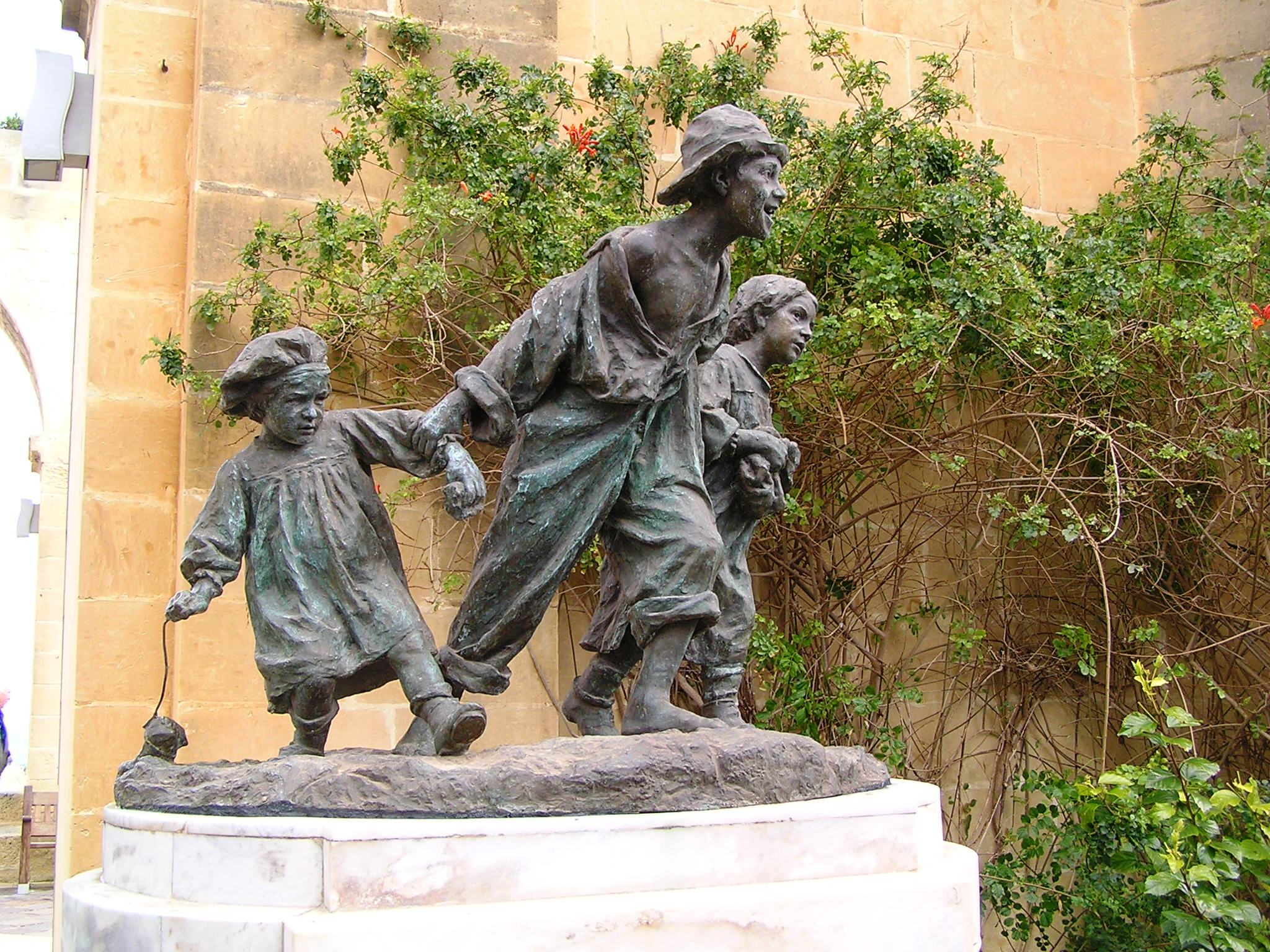
ليه جافروش، حديقة البركة، فاليتا

منذ الطفولة، أظهر أنطونيو سكورتينوميلًا نحو النحت،  وشجعته عمته فيتورينا سكورتينو على اتباع هذا الاتجاه. جاء التشجيع أيضًا من Lazzaro Pisani الذي كان رسامًا راسخًا في مالطا. كان هذا التشجيع هو الذي دفع أنطونيو سكورتينو للتسجيل في مدرسة الفنون في فاليتا حيث درس لمدة عامين. ساعدت عائلة ستريكلاند أنطونيو سكورتينو في الحصول على منحة حكومية لحضور دورة تدريبية في روما، في 22 ذهب لمواصلة دراسته في الفن.
في روما، درس في Istituto Reale di Belle Arti  حيث درس الهندسة والعمارة الضخمة لمدة عامين. بعد حصوله على دبلوم بامتياز، افتتح استوديوًا فنيًا في شارع مارغوتا 33 في قلب التقاليد الفنية الرومانية. هنا قرر سكورتينو تحرير نفسه من التقليد المقلد وتطوير أسلوب شخصي. الفيلسوف (1902) هو عمل من أعمال الدراسة الفنية التي اكتسب بها سكورتينو سمعة طيبة كفنان أصلي ولفت انتباه العديد من نقاد الفن. هذا التمثال، إلى جانب تمثال آخر يُعرف باسم Testa di Vecchio تم عرضها في معرض باسم Promotrice di Roma.
مع تمثال Studio di Donna (1904)، انسحب سكورتينو من العادة السائدة المتمثلة في تمثيل الشخصية الأنثوية بالطريقة المستوحاة من الإغريق. في نفس العام، عمل سكورتينو في تمثال جافروس، وهو عمل استمر في تحسين سمعته. يصور التمثال البرونزي ثلاثة أطفال فقراء، مستوحى من رواية البؤساء فيكتور هوغو، التي يصف فيها هوغو حياة ثلاثة قنافذ شوارع فقيرة كانت تعيش في شوارع باريس في زمن الثورة الفرنسية عام 1848. تم إحضار هذا التمثال إلى مالطا عام 1907 ويعتبر أول تحفة لسكورتينو. تم العثور على قالب التمثال اليوم في قصر باكنغهام، هدية قدمتها حكومة مالطا للأميرة إليزابيث باسم الشعب المالطي عندما زارت الجزر في عام 1951.
عام 1922 قام أنطونيو سكورتينو بفحص لوحة موناليزا أيزلورث، وكتب رسالة عبر فيها عن رأيه بأنها «صورة جميلة جدًا وفي حالة حفظ مثالية وفي رأيي هي مدرسة ليوناردو دافنشي، أيضًا» بوتيغا دي ليوناردو «(ستوديو ليوناردو)».

## أعماله
- 1902 Il filosfo
- 1903 Testa di Vecchio
- 1904 Studio di Donna
- 1904 Les Gavroches - MUŻA، فاليتا، مالطا
- Twaqqif tas-sussidju mil-Gvern ta' Malta
- Jingħata Kummisjonijiet barra min Ruma
- 1907 نصب تذكاري مع تمثال نصفي من البرونز للسير أدريان دينجلي
- Lavoratore - كاسا ديل بوبولو روما
- 1909 - irredentismo
- Germinando un Idea
- الندم
- ليو تكتوميس
- Sciortino يلتقي أوغست رودين
- 1911 تصميم ونموذج أليساندرو الثاني
- عام 1913 Kompetizzjoni Statwa ta' Shevchenko
- 1913 Kristu Re
- 1914 bidu ta' xogħol fuq munument ta l-ewwel gwerra
- 1923 نصب بافلوفيتش تشيكوف
- 1923/24 Rhythmii Vitae
- 1929 Siortino jieħu sehem f'kompetizzjoni internazzjonali f'Parigi
- 1931 talba ta' tħejjija ta' ghoxrin skultura ta' l-arti mill-Kummisjoni Ammerikana ta' l-arti
- 1936 - إغلاق الأكاديمية البريطانية في روما
- 1945 نصب اللورد جيرالد ستريكلاند
- 1947 تبرع بعمله من أجل إمتاع الجمهور

## الملاحظات
1. ↑  See Munro, Ion S. (11 ديسمبر 1953). "The British Academy of Arts in Rome". Journal of the Royal Society of Arts. ج. 102 ع. 4914: 42–56. JSTOR:41368263.
2. 1 2  Antonio Sciortino’s Speed is going up for auction. نسخة محفوظة 2017-10-24 على موقع واي باك مشين.
3. ↑  John R. Eyre, The Two Mona Lisas: Which was Giacondo's Picture? (J.M. Ouseley and Son, Ltd., 1923), p. 36.
4. ↑  Funk، Charles Earle (1936). What's the Name, Please?. Funk & Wagnalls.

1. ^ This article is largely based on Claude Busuttil 1997 – most of the facts have been compared and summarized.
2. ^ Among other works, he also accomplished the mural paintings in St Paul's church in Valletta.
3. ^ I'd be particularly interested in finding out what was the idea behind Sciortino's irredentismo. There is a paper on that, which I cannot get: E. Cozzani, 'I piu Giovani', in 'vita d'arte', II, vol. III, fs. 17, 1909 p. 257.

## روابط خارجية
- https://web.archive.org/web/20080621143002/http://www.haz-zebbug.com/antonio_sciortino.php
- Sciortino في www.aboutmalta.com
- ثلاث صور فوتوغرافية (جودة منخفضة جدًا) لأعمال Sciortino. http://www.doi.gov.mt/EN/photo_gallery/artssciortino.asp